# Plater (kino)

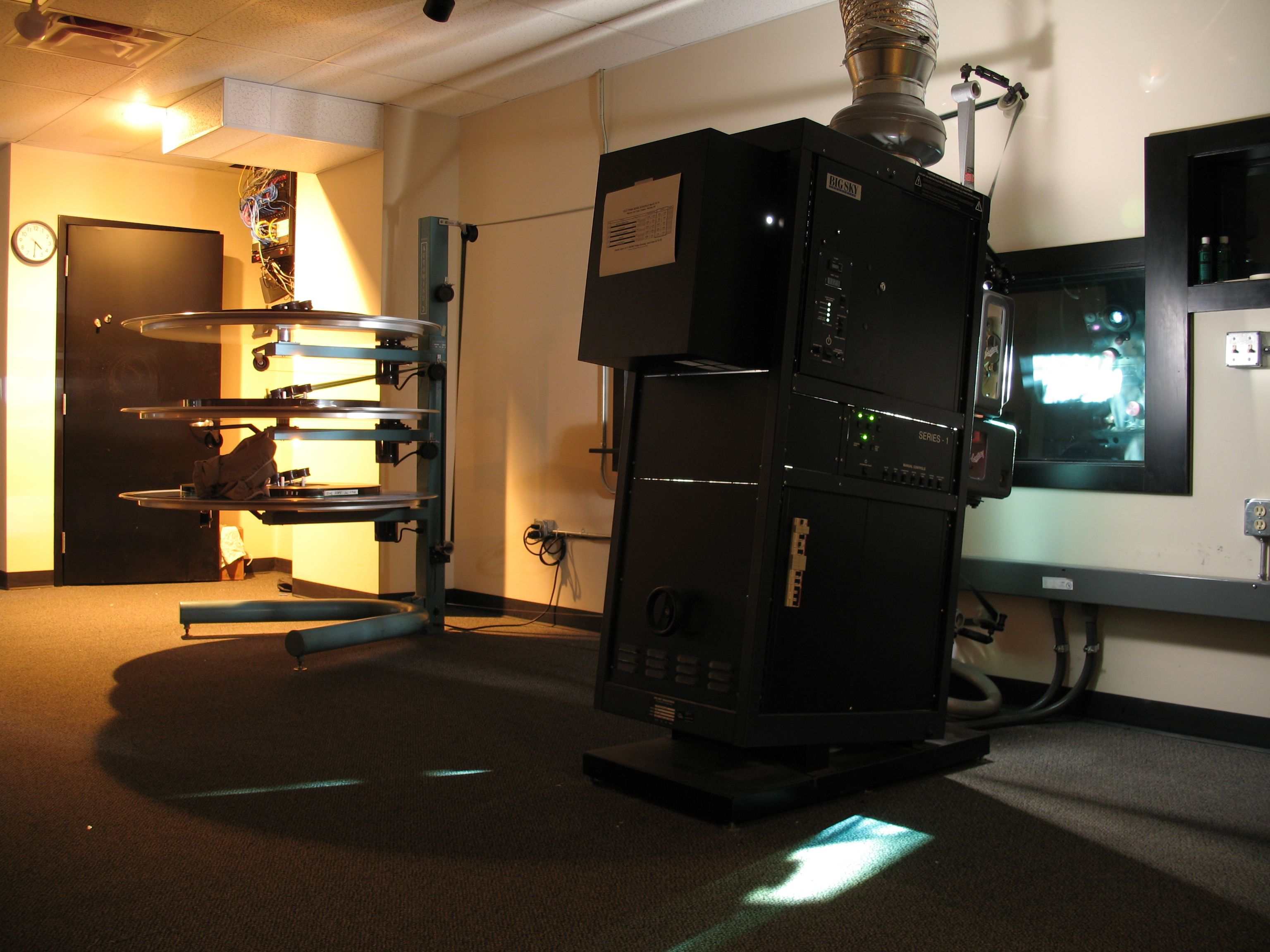
Plater (po lewej) - urządzenie podające i odbierające taśmę z projektora kinowego w trakcie wyświetlania filmu

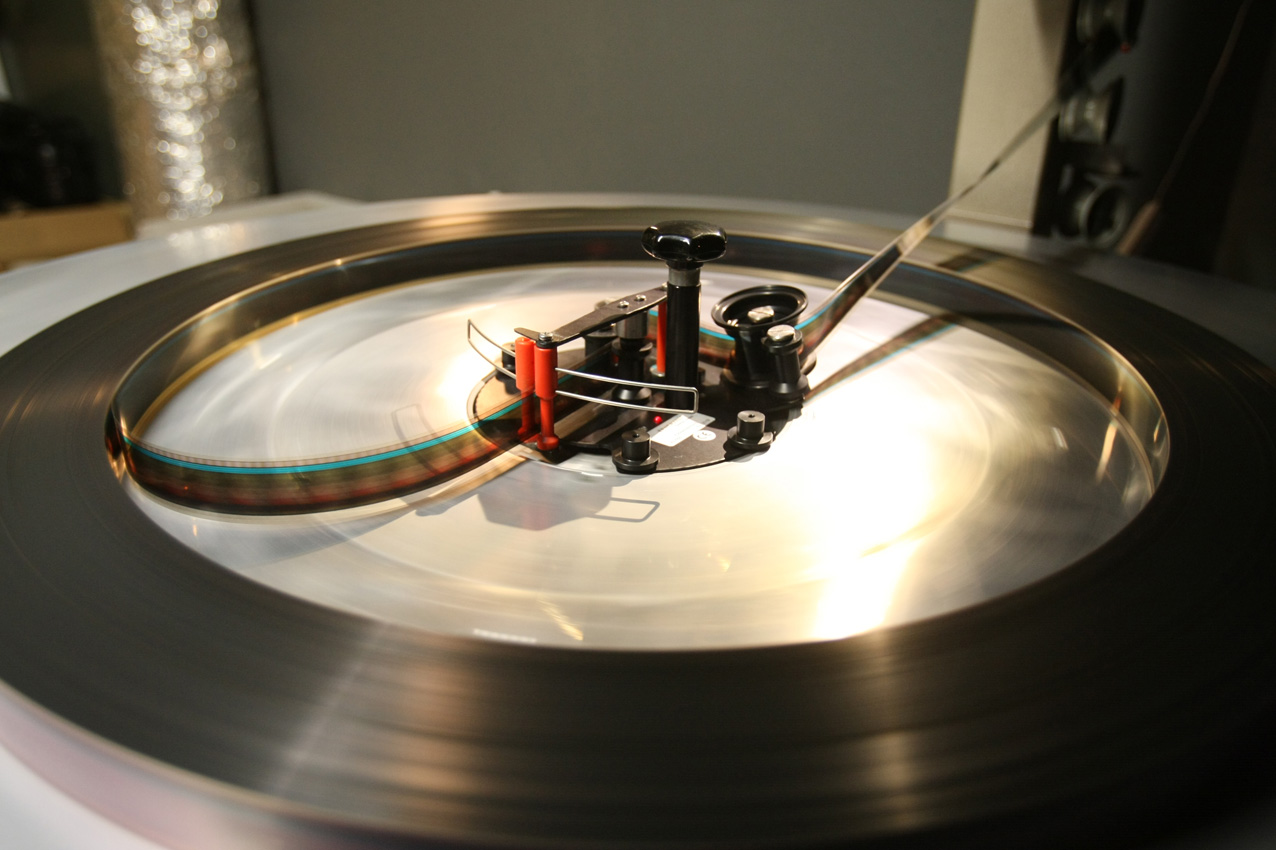
Talerz platera podający taśmę filmową do projektora

Plater (en: platter) - urządzenie w formie stojaka z ruchomymi talerzami, współpracujące z projektorami filmowymi, służące do magazynowania taśmy filmowej podczas projekcji. 
W dziedzinie projekcji kinowej istnieją obecnie dwa szeroko stosowane systemy podawania taśmy filmowej z jednej rolki. Jednym z nich jest system wykorzystujący plater - zespół poziomych, indywidualnie napędzanych talerzy, który umożliwia jednoczesne podawanie i odbieranie taśmy 35 mm taśmy w czasie projekcji. Dzięki temu urządzeniu nie ma potrzeby przewijania filmu pomiędzy kolejnymi jego odtworzeniami. A ponieważ nie ma przewijania, klisza jest użytkowana przy minimalnym naprężeniu napinającym i zawsze przy normalnej prędkości projekcji, to jej zużycie praktycznie nie następuje. Dodatkowo, dzięki dużym średnicom dysków urządzenia, można odtwarzać filmy na jednym projektorze w całości z jednej rolki - na 52" talerzu mieści się 4,5 godzinny film. W tym systemie nośnik pobierany jest od środka rolki.